# Dyspozytornia

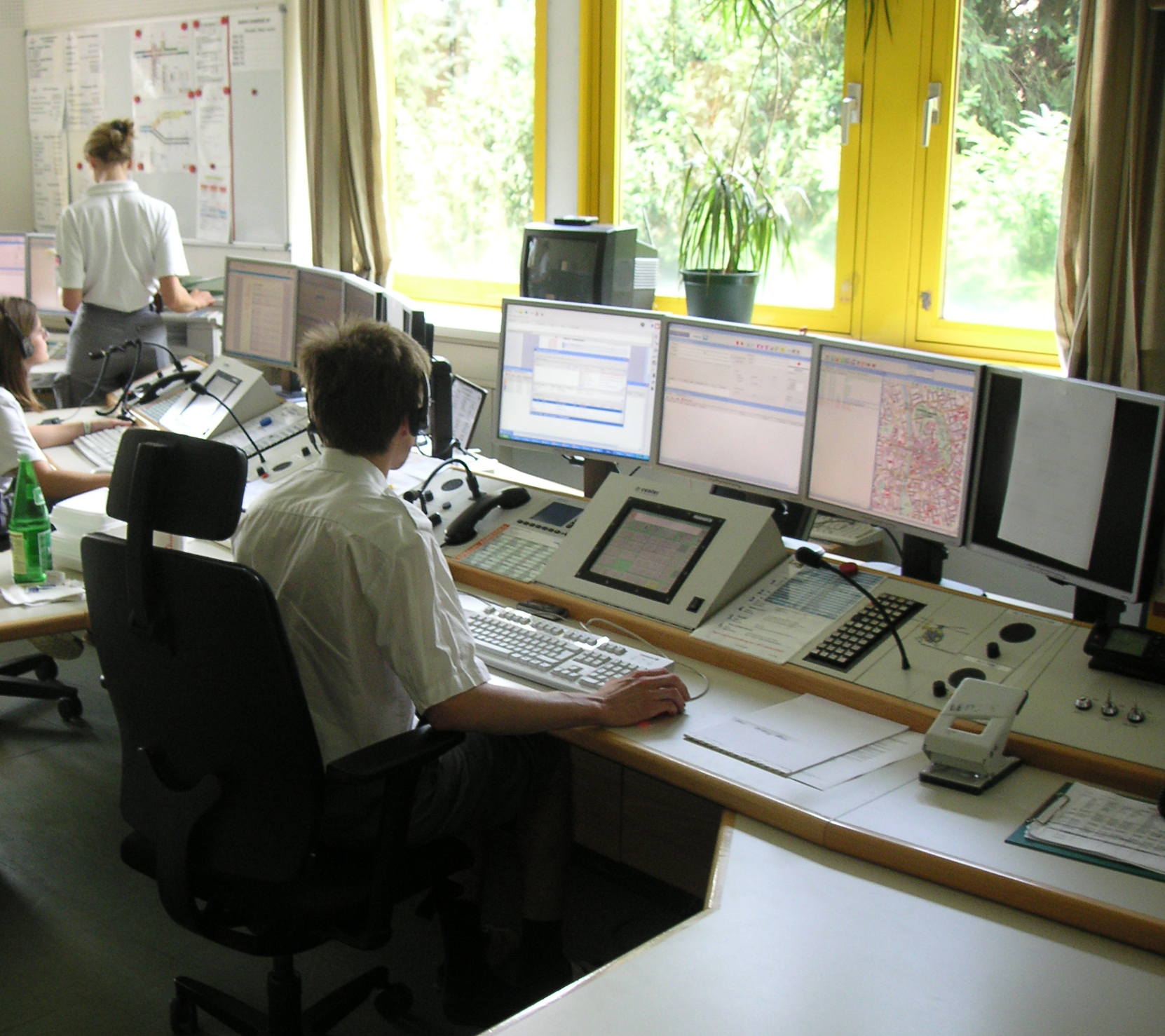
Dyspozytornia pogotowia ratunkowego w Grazu

Dyspozytornia – pomieszczenie lub budynek wyposażone w środki łączności, monitoringu lub urządzenia sterownicze, z którego centralnie kieruje się, przykładowo:
- ruchem pojazdów, np. pociągów (zobacz: nastawnia), samochodów,
- pracą zakładu, np. kopalni, pogotowia ratunkowego,
- rozdziałem energii elektrycznej.